# Юные сердца
«Юные сердца» — романтическая драма 2024 года, написанный и снятый Энтони Схаттеманом в его полнометражном режиссерском дебюте. Фильм рассказывает историю 14-летнего мальчика Элиаса, который влюбляется в своего нового соседа и сверстника, мальчика Александра.
Мировая премьера состоялась 17 февраля на 74-м Берлинском международном кинофестивале, где фильм боролся за «Хрустального медведя» в номинации лучший фильм. Фильм совместного бельгийско-голландского производства.

## Сюжет
Элиас, 14-летний мальчик, подружился со своим новым соседом Александром, которому тоже 14 лет. Александр - уверенный в себе и упрямый парень из Брюсселя. Они хорошо ладят. Александр рассказывает Элиасу, что ему нравятся мальчики, и расспрашивает его о его личной жизни. У Элиаса есть чувства к Александру, но он их скрывает. Он боится того, что могут подумать другие, и лжёт всем об этом. В итоге он отталкивает Александра от себя, и чувствует себя одиноким. Но когда дедушка рассказывает ему, как сильно он любил свою покойную жену, Элиас понимает, что любовь слишком важна, чтобы ее терять. Он решает сделать что-то, чтобы вернуть Александра.

## Актерский состав
- Лу Госсенс в роли Элиаса
- Мариус де Сагер в роли Александра
- Герт Ван Рампельберг в роли Люка
- Эмили Де Ру в роли Натали
- Дирк Ван Дейк в роли Фреда

## Производство
В фильме-дебюте Энтони Схаттемана в главных ролях снялись Лу Госсенс и Мариус де Сагер, а также Герт Ван Рампельберг, Эмили Де Ру и Дирк Ван Дайк, сыгравшие ключевые роли. Фильм снят компанией Polar Bear в сотрудничестве с бельгийской Kwassa Films и голландской Family Affair Films..

## Выпуск
Премьера фильма «Юные сердца» состоялась 17 февраля 2024 года в рамках 74-го Берлинского международного кинофестиваля в категории «Поколение К плюс». Фильм также был показан на Каннском кинофестивале 2024 года в секции Cannes Écrans Juniors 22 мая 2024 года. Канадская премьера фильма состоялась на Фестивале кино и видео Inside Out 28 мая 2024 года в Centrepiece Gala.
2 июня 2024 года на 64-м Злинском кинофестивале фильм также был представлен в Международном конкурсе полнометражных фильмов в детской категории, также известном как Международный кинофестиваль для детей и юношества, который проводится в Чешской Республике.
Ожидается, что фильм будет показан в бельгийских кинотеатрах осенью 2024 года компанией Kinepolis Film Distribution.

## Прием
Аврора Энгелен, рецензируя фильм на Берлинале для Cineuropa, написала: «Юные сердца» — это подлинная история взросления, которая обогащает существующую серию семейных фильмов замечательной историей любви квир-мужчин».
Кэтрин Брей, пишущая в Variety, похвалила Лу Госсенса за то, что он «натуралистичен и способен передать тонкие оттенки внутреннего смятения, несмотря на свой юный возраст». Похваляя режиссера Энтони Схаттемана за его режиссуру, написала: «Его режиссура кажется спокойной и уверенной, что не всегда свойственно дебюту».
Хейли Крок, рецензировавшая фильм на Берлинале в Loud And Clear Reviews, присудила ему 3,5 звезды и написала: «Юные сердца» прекрасно передают все чувства, которые испытываешь, когда испытываешь первую любовь во всей ее полноте». Крок заключила: «Хотя это история любви, «Юные сердца» на самом деле — история о том, как стать молодым человеком и о решениях, которые нужно принять в поисках себя».
Эмбер Уилкинсон, рецензировавшая фильм на Берлинале в Eye For Film, получила 3,5 звезды и написала: «Эта драма о взрослении мягко исследует неуверенность, которую испытывает подросток, исследуя свою сексуальность». Уилкинсон высказала мнение: «Возможно, фильм немного сентиментален, но сердце фильма Энтони Схаттемана находится в правильном месте».
Ласло Рохас Контрерас, рецензируя фильм на Берлинале в Cinencuentro, написал: «Юные сердца» — это фильм, который предлагает позитивный взгляд на однополые отношения и пытается бросить вызов стереотипам и предрассудкам, которые все еще существуют в обществе, но, возможно, слишком легкомысленным для нынешнего времени способом».
Алекса Долби, рецензировавшая фильм «Собака и волк» на Берлинале, оценила фильм на три звезды и написала: «Игра парней выдающаяся». В заключение Долби задается вопросом: «Насколько фильм вдохновлен диско-песней 1976 года «Young Hearts Run Free» в исполнении Кэнди Стэтон»?"

## Награды и номинации
| Дата церемонии  | Премия                            | Категория                                             | Лауреаты и номинанты | Результаты |
| --------------- | --------------------------------- | ----------------------------------------------------- | -------------------- | ---------- |
| 25 февраля 2024 | Берлинский кинофестиваль          | Детское жюри Generation Kplus: Специальное упоминание | Энтони Схаттеман     | Победа     |
| 25 февраля 2024 | Берлинский кинофестиваль          | Кинопремия Тедди за лучший полнометражный фильм       | Энтони Схаттеман     | Номинация  |
| 1 июня 2024     | Кино- и видеофестиваль Inside Out | Выдающееся исполнение                                 | Лу Госсенс           | Победа     |

## Внешние ссылки
- polar-bear.tv/young-hearts/ — официальный сайт Юные сердца
- «Юные сердца» (англ.) на сайте Internet Movie Database
- «Юные сердца» (англ.) на сайте Rotten Tomatoes